# 插花脚

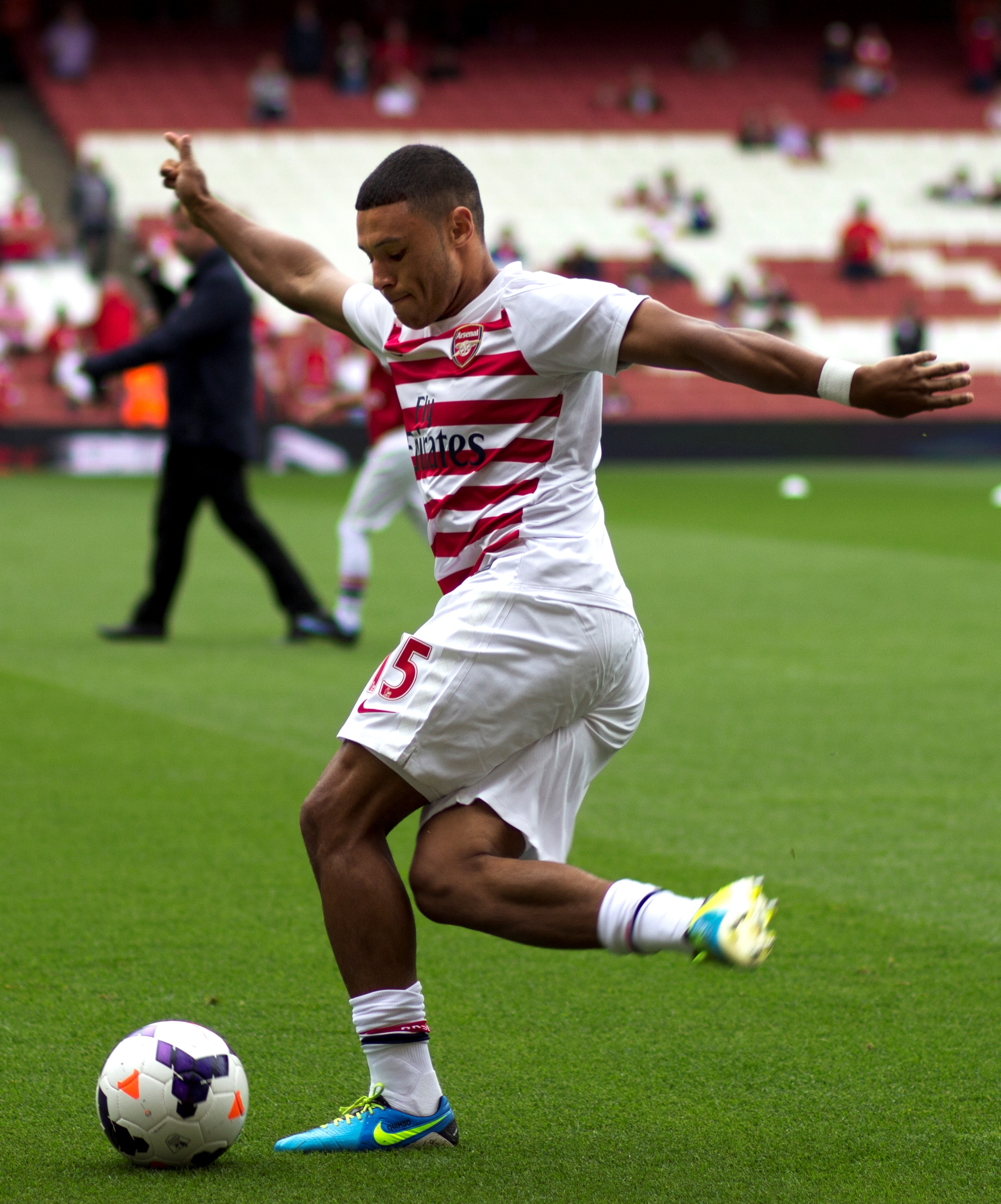
2013年，阿森納球員亚历克斯·奥克斯雷德-张伯伦在以插花腳的方式踢球

插花脚是足球中的一种踢球动作，是指球员的一只脚从支撑脚后面绕过支撑脚來踢球。插花脚發源自阿根廷。1948年拉普拉塔大学生對陣罗萨里奥中央比赛中，里卡多·因范特做出了插花腳這一動作，這也是有記載以來第一次有球員做出這種動作。
有些球員可能通過插花脚來迷惑防守球員，或者單純地炫耀自己的技術，因為插花脚被認為是一種比較有難度的動作。